# Женская гимназия (Бузулук)
Женская гимназия — здание в центре города Бузулука Оренбургской области (ул. М. Горького, 59). Построено в 1901 году по проекту архитектора Яна Адамсона в псевдоготическом стиле. В настоящее время здание занимает Бузулукский педагогический колледж. Здание женской гимназии имеет статус объекта культурного наследия федерального значения.

## История
В 1901 году в Бузулуке была открыта женская гимназия. Для неё было построено кирпичное здание на Самарской улице (ныне улица Максима Горького) по проекту ссыльного польского архитектора Яна Адамсона техником-строителем городской управы Иваном Степановичем Макарычевым. Начальницей гимназии была Варвара Васильевна Биберштейн. Гимназия давала среднее образование. Имелось семь классов, восьмой педагогический и девятый подготовительный. Углублённо преподавались латинский и греческий языки. В гимназию могли поступать девочки, окончившие трёхклассное училище. Для поступления им было необходимо сдать экзамены по русскому языку, арифметике и Закону Божьему. В гимназии была строгая дисциплина. Ученицы обязаны были носить форму даже во внеучебное время и активно ходить в церковь. Запрещалось выходить на улицу после семи вечера и разговаривать на улице с посторонними людьми. Существовали также запреты на посещение театров, лекций и даже библиотек. В гимназии могли обучаться представители всех сословий: из семей  дворян, купцов, служащих и крестьян. Учёбу гимназисток из бедных семей зачастую оплачивали их попечители — дворяне и купцы. После открытия гимназии стоимость обучения составляла 40 рублей в год, но к 1909 году она возросла до 57 рублей в год. После окончания седьмого класса выдавался аттестат на звание учительницы начальных школ, после окончания восьмого — домашней учительницы. Гимназисткам-медалисткам вручался аттестат на звание домашней наставницы. Желающих обучаться в гимназии было достаточно много, поэтому часть учебных классов разместилась в доме купцов Быковых позади основного здания.
В 1919 году в здании находились штабы Южной группы Восточного фронта под командованием М. В. Фрунзе и 24-й Симбирской стрелковой дивизии под командованием Г. Д. Гая. Позднее в здании разместился педагогический техникум, переименованный в 1937 году в Бузулукское педагогическое училище. С 1941 по 1945 год в здании размещался эвакуационный госпиталь № 1663, о чём ныне напоминает мемориальная доска. В 1996 году училище было преобразовано в Бузулукский педагогический колледж.

## Архитектура
Здание гимназии построено из красного кирпича, двухэтажное с подвалом. Здание имеет сложную в плане конфигурацию, его габариты 39,2×24 м. Оно относится к стилю псевдоготика: имеются характерные остроконечные башни и крыши, стрельчатые обрамления окон первого этажа и т.п. Стены не отштукатурены. Композиция главного фасада симметричная, центральная его часть несколько выступает.
В схожем стиле тем же архитектором была построена расположенная рядом водонапорная башня.